# 纳瓦雷特
纳瓦雷特，是西班牙拉里奥哈自治区的一个市镇。总面积29平方公里，总人口2211人（2001年），人口密度76人/平方公里。